# Giulia (Gabry Ponte Remixes)
Giulia (Gabry Ponte Remixes) è un singolo dell'anno 2003 del dj Maurizio Braccagni, in arte DJ Lhasa, che include alcuni remix ufficiali di Gabry Ponte.

## Tracce
Musiche di DJ Lhasa e Gabry Ponte.
1. Giulia (Gabry Ponte FM Cut Rmx) – 4:12
2. Giulia (Dj Lhasa Radio Edit) – 3:23
3. Giulia (Gabry Ponte Rmx) – 6:04
4. Giulia (Extended Mix) – 5:17
5. Activate (Extended Mix) – 5:41

Durata totale: 24:37